# 로스트 데이즈
《로스트 데이즈》(일본어: ロストデイズ)는 2014년 1월 11일부터 3월 15일까지 매주 토요일 23:10 ~ 23:55에 후지 TV 계열에서 방송된 텔레비전 드라마이다. 주연은 세토 코지.

## 개요
캐치프레이즈는, 〈누구라도, 비밀을 갖고 있다―〉.

## 캐스트

### 대학 테니스 서클 〈스핑크스〉
시노 유타 (22) - 세토 코지
부장.
사쿠라다 미키 (22) - 이시바시 안나
부부장.
사사키 리카 (22) - 트린들 레이나

타카노 나츠 (21) - 요시자와 료

후에키 마나 (22) - 코지마 후지코
미키의 소꿉친구.
타치바나 사츠키 (20) - 미요시 아야카
후배.

### 그 외
사쿠라다 와타루 (25) - 키리야마 렌
미키의 오빠.

## 스태프
- 각본 - 토쿠오 코지, 카토 코헤이
- 음악 - 사하시 토시히코
- 연출 - 코노 케이타, 츠즈키 준이치, 코야마다 마사카즈
- 주제가 - 아카이 코엔 〈절대적인 관계〉 (EMI Records Japan)
- 스케줄 - 코야마다 마사카즈
- 오프닝 타이틀 - NAKED
- 디자인 - 키쿠치 마사토
- 프로듀스 - 야나가와 유키코
- 제작 - 후지 TV
- 제작 저작 - 쿄도 TV

## 방송 일자
| 화 수                                                      | 방송일          | 부제                                        | 각본                    | 연출              | 시청률 |
| ---------------------------------------------------------- | --------------- | ------------------------------------------- | ----------------------- | ----------------- | ------ |
| 제1화                                                      | 2014년 1월 11일 | 남녀 7인×10일간의 충격 연애 서스펜스        | 토쿠오 코지 카토 코헤이 | 코노 케이타       | 7.1%   |
| 제2화                                                      | 1월 18일        | 보이지 않는 의혹, 악의…깊어지는 비밀의 관계 | 토쿠오 코지 카토 코헤이 | 코노 케이타       | 5.8%   |
| 제3화                                                      | 1월 25일        | 무너져가는 우정                             | 토쿠오 코지             | 츠즈키 준이치     | 5.4%   |
| 제4화                                                      | 2월 1일         | 미키가 실종! 배후에 다가오는 마수…감금      | 카토 코헤이             | 츠즈키 준이치     | 6.5%   |
| 제5화                                                      | 2월 8일         | 일그러진 사랑! 충격의 밤. 찢긴 마음         | 토쿠오 코지             | 코야마다 마사카즈 | 6.7%   |
| 제6화                                                      | 2월 15일        | 목숨을 건 잠입…잔혹한 배신!                 | 카토 코헤이             | 츠즈키 준이치     | 4.7%   |
| 제7화                                                      | 2월 22일        | 누군가를 죽이고 싶어…라고 생각한 적 있어?   | 토쿠오 코지             | 코야마다 마사카즈 | 3.6%   |
| 제8화                                                      | 3월 1일         | 죽음에의 카운트다운…절대로 용서하지 않아!   | 카토 코헤이             | 츠즈키 준이치     | 6.8%   |
| 제9화                                                      | 3월 8일         | 누구에게도 말할 수 없는 살인…               | 토쿠오 코지             | 코야마다 마사카즈 | 6.1%   |
| 최종화                                                     | 3월 15일        | 눈물! 살인 고백…밝혀지는 비밀               | 카토 코헤이             | 츠즈키 준이치     | 6.3%   |
| 평균 시청률 5.9% (시청률은 칸토 지구·비디오 리서치사 조사) |                 |                                             |                         |                   |        |

- 제5화는 15분 지연 (23:25 ~ 24:10).
- 최종화는 20분 지연 (23:30 ~ 24:15).